# Славіша Попович
Славіша Попович (серб. Slaviša Popović; 23 травня 1965) — сербський професійний боксер, що виступав за збірну Союзної Республіки Югославія, призер чемпіонату світу серед аматорів.

## Аматорська кар'єра
На чемпіонаті Європи 1993 програв в другому бою Гусейну Курбанову (Росія).
На чемпіонаті світу 1995 завоював бронзову медаль.
- В 1/16 фіналі переміг Іллю Тлашадзе (Грузія) — AB 2
- В 1/8 фіналу переміг Румена Сотирова (Болгарія) — RSC 3
- У чвертьфіналі переміг Юзефа Гілевського (Польща) — 13-4
- У півфіналі програв Альфреду Дуверхель (Куба) — 2-11

На чемпіонаті Європи 1996 програв в другому бою Йорну Йонсону (Норвегія).
На чемпіонаті Європи 1998 програв у першому бою.

## Професіональна кар'єра
Впродовж 1999—2004 років провів вісім боїв, в яких здобув п'ять перемог і зазнав три поразки.